# Chiesa di Santa Maria Assunta (Paderno d'Adda)
La chiesa di Santa Maria Assunta è la parrocchiale di Paderno d'Adda, in provincia di Lecco ed arcidiocesi di Milano; fa parte del decanato di Merate.

## Storia
La prima citazione di una chiesa a Paderno risale al 1018; anticamente era detta Santa Maria di Robbiate proprio perché serviva anche il paese di Robbiate.
Verso il 1450 accanto alla parrocchiale sorse una cappella intitolata a san Giacomo Apostolo; nel 1596 questa venne incorporata nella chiesa principale.
Dalla relazione della visita pastorale del 1754 dell'arcivescovo di Milano Giuseppe Pozzobonelli s'apprende che i fedeli erano complessivamente 550 e che la parrocchiale, inserita nella pieve foraniale di Brivio, aveva come filiale l'oratorio di San Pietro.
Nel 1763 venne edificata la nuova abside, mentre nel 1801 si procedette all'ampliamento della navata e alla ricostruzione della facciata, il cui progetto era stato redatto nel 1799 dall'architetto Carlo Amati.
Nel 1856 furono edificate le cappelle della Vergine e di San Giuseppe, disegnate da Giacomo Moraglia, e 1891 venne impartita la consacrazione; poi, nel 1897 l'arcivescovo di Milano Andrea Carlo Ferrari, compiendo la sua visita pastorale, annotò che il reddito ammontava a 468,58 lire, che la parrocchiale, in cui aveva sede la confraternita del Santissimo Sacramento, aveva come filiali gli oratori di Santa Marta, di Santa Elisabetta, dell'Immacolata Concezione e della Madonna Addolorata al Naviglio e che i fedeli erano 1550.

## Descrizione

### Esterno
La facciata della chiesa, che volge a ponente, è anticipata da un pronao tetrastilo con colonne d'ordine tuscanico, è decorata con una serie di lesene ed è coronata dal timpano triangolare in cui è inserita la scritta "DOM AC DEIPARAE IN COELUM ASSUMPTAE"; ai lati le due ali minori, coronate da attici, presentano gli ingressi secondari, sovrastati da finestre a lunetta.
Annesso alla parrocchiale è il campanile, suddiviso in registri da cornici marcapiano; sulla cella si aprono quattro monofore a tutto sesto, affiancate da lesene ioniche.

### Interno
All'interno della chiesa, che si compone di un'unica navata, sono conservate alcune opere di pregio, tra cui la tela con soggetto il Transito di San Giuseppe, eseguita da Giuseppe Bertini, l'altare maggiore del 1763, con paliotto aggiunto da Eugenio Bellosio, che realizzò pure l'urna contenente le reliquie di san Massimo, e la pala ritraente l'Assunta tra i santi Giacomo e Grato, dipinta nel XVIII secolo da Federico Ferrario.